# Cometă pierdută

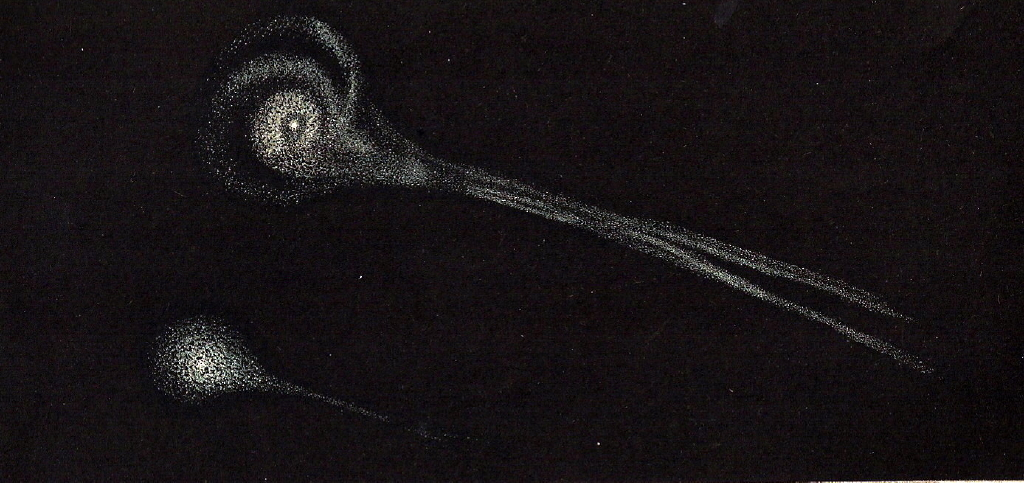
Cometa Biela în februarie 1846, puțin după separarea sa în două fragmente.

O cometă pierdută este, în general, o cometă în prealabil observată și care a dispărut la ultima trecere a sa la periheliu, întrucât datele culese despre cometă sunt insuficiente pentru determinarea adecvată a traiectoriei și prezicerea poziției sale.
Cometele pierdute pot fi legate de asteroizii pierduți, deși calculele privitoare la orbitele diferitelor comete diferă prin prezența unor forțe non gravitaționale, cum sunt emisiile de gaze de către nucleul lor.
Unii astronomi s-au specializat în acest domeniu. Unul dintre ei, Brian G. Marsden, a prezis cu succes reîntoarcerea cometei care era considerată pierdută: Swift-Tuttle, în 1992.
Prin utilizarea de telescoape din ce în ce mai puternice, este acum posibil să se observe comete foarte îndepărtate și slab iluminate. De exemplu, cometa Hale-Bopp a fost vizibilă cu ochiul liber chiar și 18 luni de la trecerea sa în 1997. Se estimează că va rămâne vizibilă cu cele mai puternice telescoape până în 2020, când va fi în jurul valorii de magnitudine aparentă de 30. În orice caz, va fi considerată pierdută doar dacă la următoarea revenire, așteptată peste vreo 2300 de ani, nu va fi observată.
Alte fenomene pot conduce la pierderea unei comete.

## Trecerea la periheliu
Când cometa trece foarte aproape de Soare, cum sunt cometele razante, aceasta poate să se evapore, să se fragmenteze sau să fuzioneze cu steaua.

## Coliziune cu o planetă
Unele comete își termină cursa intrând în coliziune cu o planetă, îndeosebi Jupiter. Este ceea ce s-a întâmplat cu Shoemaker-Levy 9, în 1994.

## Transformare în asteroid
Unele comete, după ce au făcut mii de tururi în jurul Soarelui, își pierd gazul și devin mici nuclee întunecate de piatră, care arată ca niște asteroizi. Este cazul lui Hypnos.

## Comete pierdute și comete regăsite
| Nume                        | Anul / Anii descoperirii  | Anul / Anii pierderii | Anul / Anii regăsirii | Note |
| --------------------------- | ------------------------- | --------------------- | --------------------- | --- |
| D/1770 L1 Lexell            | 1770                      | 1770                  |                       | |
| 226P/Pigott-LINEAR-Kowalski | 1783                      | 1783                  | (1995) 2009           | |
| 3D/Biela                    | (1772) 1826               | 1826 1852             |                       | În 1846 a apărut fragmentată în două comete distincte care s-au dezagregat probabil dând naștere ploii de meteori a Andromedidelor.                                                |
| 54P/de Vico-Swift-NEAT      | 1844                      | 1844 1894 1965        | 1894 1965 2002        | |
| 11P/Tempel-Swift-LINEAR     | 1869                      | 1908                  | 2001                  | |
| 27P/Crommelin               | 1818                      | 1818 1873             | 1873 1928             | |
| 5D/Brorsen                  | 1846                      | 1879                  |                       | |
| 20D/Westphal                | 1852                      | 1913                  |                       | |
| 109P/Swift-Tuttle           | (68 î.Hr., în China) 1862 | 1862                  | 1992                  | Cometa lasă o dâră de rămășițe pietroase care formează un roi denumit Perseide, pe care Pământul îl traversează, în fiecare an, între jumătatea lui iulie și jumătatea lui august. |
| D/1884 O1 Barnard           | 1884                      | 1884                  |                       | |
| 15P/Finlay                  | 1886                      | 1926                  | 1953                  | |
| D/1886 K1 Brooks            | 1886                      | 1886                  |                       | |
| 177P/Barnard                | 1889                      | 1889                  | 2006                  | |
| 113P/Spitaler               | 1890                      | 1890                  | 1993                  | |
| 206P/Barnard-Boattini       | 1892                      | 1892                  | 2008                  | |
| 17P/Holmes                  | 1892                      | 1906                  | 1964                  | |
| D/1894 F1 Denning           | 1894                      | 1894                  |                       | |
| D/1895 Q1 Swift             | 1895                      | 1895                  |                       | |
| 205P/Giacobini              | 1896                      | 1896                  | 2008                  | |
| 18D/Perrine-Mrkos           | 1896                      | 1909 1969             |                       | redescoperită temporar în 1955 |
| 69P/Taylor                  | 1915                      | 1915                  | 1976                  | |
| 25D/Neujmin                 | 1916                      | 1927                  |                       | |
| D/1918 W1 Schorr            | 1918                      | 1918                  |                       | |
| D/1921 H1 Dubiago           | 1921                      | 1921                  |                       | |
| 34D/Gale                    | 1927                      | 1938                  |                       | |
| 73P/Schwassmann-Wachmann    | 1930                      | 1930                  | 1979                  | Începând de la trecerea din 1995 și continuând cu trecerea următoare, din 2006, a început să se fragmenteze, se pare, într-un număr mare de fragmente.                             |
| 107P/Wilson-Harrington      | 1949                      | 1949                  | 1979                  | |
| 75D/Kohoutek                | 1975                      | 1988                  |                       | |
| D/1977 C1 Skiff-Kosai       | 1977                      | 1977                  |                       | |
| D/1978 R1 Haneda-Campos     | 1978                      | 1978                  |                       | |
| 83D/Russell                 | 1979                      | 1985                  |                       | |
| D/1993 F2 Shoemaker-Levy 9  | 1993                      | 1994                  |                       | Intrată pe orbita în jurul planetei Jupiter s-a fragmentat în 23 de bucăți principale care au intrat în coliziune cu planeta.                                                      |